# Flightplan
Flightplan is een Amerikaanse speelfilm uit 2005 van regisseur Robert Schwentke. 

## Verhaal
Kyle Pratt (Jodie Foster) is voor haar werk gestationeerd in Berlijn waar zij haar man heeft verloren. Haar man keert regelmatig terug in haar dromen en ze lijkt nog lang niet over zijn dood heen. Kyle heeft ook een dochter, de zesjarige Julia (Marlene Lawston). Terwijl Kyle nog steeds enigszins versuft is, vliegen ze terug naar New York. Haar man wordt met hetzelfde toestel gerepatrieerd.
Als Kyle tijdens de vlucht in slaap valt en even later weer wakker wordt, merkt ze dat Julia is verdwenen. Ze gaat het hele vliegtuig door om haar te zoeken, maar ze vindt haar dochter niet. Dan schakelt ze de stewards in. Ook zij kunnen niks vinden en vragen of Kyle zeker weet dat haar dochter is ingestapt.
Ook de gezagvoerder (Sean Bean) wil, tegen beter weten in, helpen. Maar ook hij en de airmarshal Carson (Peter Sarsgaard) kunnen haar dochter niet vinden in het dubbeldekvliegtuig. De stewards onderzoeken ondertussen de instaplijst en wat blijkt, Julia staat niet op de lijst van ingestapte personen en zelfs het grondpersoneel in Berlijn heeft Julia op geen enkele lijst staan. Maar Kyle weet toch zeker dat ze met Julia is ingestapt.
Later wordt de dochter gevonden en blijkt verstopt te zijn door Carson.

## Rolverdeling
| Acteur            | Personage   |
| ----------------- | ----------- |
| Jodie Foster      | Kyle Pratt  |
| Peter Sarsgaard   | Carson      |
| Kate Beahan       | Stephanie   |
| Erika Christensen | Fiona       |
| Jana Kolesarova   | Claudia     |
| Marlene Lawston   | Julia       |
| Sean Bean         | Piloot Rich |

## Ontvangst
Deze thriller kreeg een gemengde ontvangt bij critici. Er was lof voor de originaliteit, de spanningsopbouw, de mise en scène en de sterke vertolking van Jodie Foster. Kritiek was dat de film vergeet een duidelijk standpunt te kiezen, dat van de moeder of dat van de bemanning, en verzandt in een overdreven en weinig geloofwaardig slot.

## Trivia
- Sean Bean, die in de film de gezagvoerder Rich speelt, heeft in het echt vliegangst.
- Het verhaal speelt zich af aan boord van een denkbeeldig type vliegtuig met twee dekken, de E474.